# Шевде
Шевде (швед. Skövde) град је у Шведској, у средишњем делу државе. Град је у оквиру Вестра Јеталанд округа, где је пети град по значају. Лидћепинг је истовремено и седиште истоимене општине.

## Природни услови
Град Шевде се налази у средишњем делу Шведске и Скандинавског полуострва. Од главног града државе, Стокхолма, град је удаљен 340 км западно. Од првог већег града, Гетеборга, град се налази 150 км североисточно.
Рељеф: Шевде се развио у области Јеталанда између великих језера Ветерн и Венерн. Градско подручје је бреговито, а надморска висина се креће око 150 м.
Клима у Шевдеу је континентална са утицајем мора и крајњих огранака Голфске струје. Стога су зиме блаже, а лета свежија у односу на дату географску ширину.
Воде: Шевде је смештен у подједнакој удаљености од два највећа шведска језера, Ветерна и Венерна (ко 30 км). Сам град је без водотока или језера.

## Историја
Подручје Шевдеа било је насељено још у време праисторије. прво насеље које се образовало на овом месту јавило се у 11. веку.
Град је задесио велики пожар 1759. године, у коме је већи део дотадашњег града уништен. Нови град је изграђен по правилној уличној мрежи. Међутим прави развој града почиње са индустријализацијом и градњом железнице између Стокхолма и Гетеборга, што је донело благостање месном становништву. Ово благостање траје и дан-данас.

## Становништво
Шевде је данас град средње величине за шведске услове. Град има око 34.000 становника (податак из 2010. г.), а градско подручје, тј. истоимена општина има око 52.000 становника (податак из 2012. г.). Последњих деценија број становника у граду лагано расте.
До средине 20. века Шевде су насељавали искључиво етнички Швеђани. Међутим, са јачањем усељавања у Шведску, становништво града је постало шароликије, али мање него у случају већих градова у држави.

## Привреда
Данас је Шевде савремени град са посебно развијеном индустријом (велики погони "Волвоа"). Последње две деценије посебно се развијају трговина, услуге и туризам.

## Галерија
- Главни трг Шевдеа
- Пешачка улица у Шевдеу
- Главна градска црква, Црква свете Јелене
- Градски дом културе